# Festa do Divino Espírito Santo de Planaltina
A Festa do Divino Espírito Santo de Planaltina é um evento cultural religioso brasileiro, em Planaltina, no Distrito Federal. Considerado uma das principais celebrações da Região Centro-Oeste e com origem desde 1321 pela rainha portuguesa Isabel de Aragão, a primeira edição estreou em 1882 sob aval da imperatriz Auta Carlos de Alarcão.
A Festa do Divino Espírito Santo de Planaltina tornou-se um patrimônio cultural imaterial desde maio de 2013, após decreto assinado pelo governador Agnelo Queiroz. Além disso, também é registrado como o segundo maior evento da Igreja Católica na região, atrás somente da Via-Sacra do Morro da Capelinha.

## História

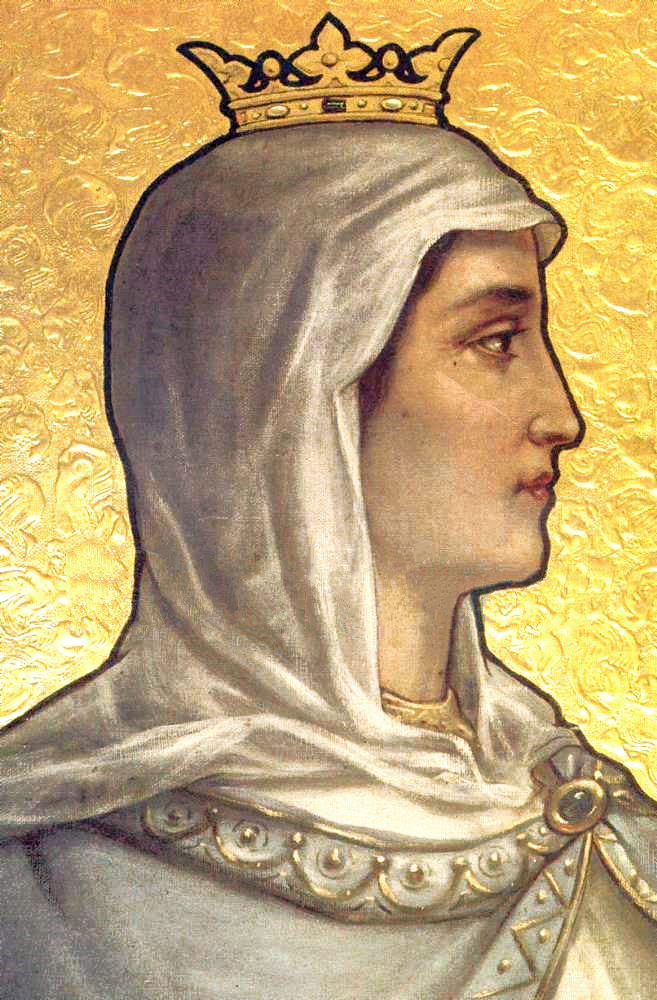
Isabel de Aragão instituiu a Festa do Divino em 1321.

Inspirada nas celebrações religiosas em Portugal desde 1321, após ser decretada pela rainha Isabel de Aragão, a Festa do Divino Espírito Santo de Planaltina tem como objetivo promover a doação (bens ou de trabalho) para os mais pobres, uma vez que seu espírito é partilhar comunhão. Em 1808, após a transferência da corte portuguesa para o Brasil, a festa passou a ser realizada no país, o que continua a ocorrer até hoje.
A Festa do Divino Espírito Santo de Planaltina relembra a descida do Espírito Santo sobre os doze apóstolos de Jesus, após sete semanas do término da Páscoa. Além disso, é reconhecido como um dos principais eventos culturais da Região Centro-Oeste, uma vez que também é ligado ao período do ciclo do ouro, costume tradicional em algumas cidades antigas de Goiás desde o Século XVIII, como é o caso da Festa do Divino Espírito Santo de Pirenópolis. No Distrito Federal, conforme registros históricos, somente em 1882 que ocorreu a primeira edição da Festa do Divino Espírito Santo em Planaltina, sendo instituída pela imperatriz Auta Carlos de Alarcão.
Em 17 de maio de 2013, o governador Agnelo Queiroz editou o Decreto 34 370 oficializando a Festa do Divino Espírito Santo de Planaltina como um patrimônio cultural imaterial do Distrito Federal. De acordo com a Administração Regional de Planaltina, é a segunda maior comemoração da Igreja Católica no local, perdendo apenas para a Via-Sacra do Morro da Capelinha.